# La giovinezza di Massimo
La giovinezza di Massimo (Юность Максима) è un film del 1934 diretto da Grigorij Michajlovič Kozincev e Leonid Zacharovič Trauberg.